# 解析関数
解析関数（かいせきかんすう、英: analytic function）とは、定義域の各点において解析的（収束冪級数で書ける）な関数のことである。場合により多少異なった意味でも用いられる。複素変数 z の複素数値関数 f(z) が1点 z = c で解析的 (analytic) であるとは、c の近傍で z − c の冪級数で表されることを云う。

## 一般の用法
数学において、解析関数（かいせきかんすう）とは、各点で収束冪級数で与えられる関数のことである。
複素関数については、もし一変数複素関数 f が複素領域の点 c を中心とする開近傍 D で正則であれば、同じ開近傍内で任意の階数の導関数が存在し、冪級数
{\displaystyle \sum _{n=0}^{\infty }{f^{(n)}(c) \over n!}(z-c)^{n}}
が D 内の全ての点で f(z) に収束するので（複素）解析的である。そして複素平面上の定義域内のすべての点で解析的な関数を解析関数という。従って複素関数においては正則関数と解析関数は（驚くべきことに）全く同じ概念である。このことは、複素関数が実関数と比べ良い挙動を示すという重要な性質である。 結果として、定義域を複素平面上の一つの領域に限れば、複素解析では解析関数は正則関数と同義となる。
多変数の複素関数は、もしその関数がその各変数での収束冪級数で局所的に展開可能なときに解析的または正則と定義される。この条件はコーシー・リーマンの関係式より強い条件である。
一方で局所的に冪級数で与えられた実変数の関数を実解析関数というが、実関数では微分可能性だからといって実解析関数とは全く限らない。

## ワイエルシュトラスの解析関数
複素平面上のある領域で定義された正則関数はその中の各点にそれを中心とする冪級数を有する。冪級数とその収束円との組をその点における関数要素と言う。1点から出発して曲線に沿った解析接続で関数要素を次々に接続していくことにより定義域が拡張される。（詳細は項目「解析接続」を参照）あらゆる曲線に沿って出来るだけ解析接続を行い、定義域を限度一杯まで拡張して得られる関数を（ワイエルシュトラスの）解析関数と云う。ある点における関数の値は、その点を中心とする関数要素のとる値として得られる。関数論はこの意味の解析関数を対象とする数学分野である。
こうして得られる解析関数には次のような特色がある。
- 解析関数はその1つの関数要素を与えれば、その定義域を含めて完全に定まる。 従って複素平面上の小さな領域で定義された正則関数からもその拡張である大域的な解析関数が一意的に定まる。
- 複素平面上の1点 c での値はそれを中心とする関数要素により定まるが、その関数要素は基準点からの解析接続の経路により一般には異なる。従って c での関数の値は一般には2つ以上定まり、関数は多価になる。例えば平方根を表す関数は2価であり、対数関数は無限多価関数である。
- 多価解析関数は、複素平面を変形して適当なリーマン面をつくると、その上では1価の正則関数と見なせるようになる。かくして通常の正則関数に関する多くの成果、例えばコーシーの積分定理なども適切な扱いのもとでそのまま使えるようになる。

「形容詞‘解析’ (analytic) は、むしろ全局的の意味において用いられる。局所的には簡便に正則 (regular) という。フランス系では整型 (holomorphe) ともいう。」（高木貞治『解析概論』p.202）